# محمد ك. أبو بكر
محمد ك. أبو بكر (بالإنجليزية: Muhammed K. Abubakar)‏ هو سياسي نيجيري، ولد في 19 أكتوبر 1959 في نيجيريا.